# Sázava u Žďáru (nádraží)
Sázava u Žďáru je železniční stanice na katastru obce Velká Losenice v okrese Žďár nad Sázavou, nachází se severozápadně od obce Sázava. Leží na dvoukolejné elektrizované trati Brno – Havlíčkův Brod. Nádraží bylo spolu s tratí otevřeno 5. prosince 1953.

## Provozní informace
Tato stanice má čtyři nástupištní hrany u dvou ostrovních nástupišť přístupných podchodem. Na nádraží je čekárna a staniční hlášení, ale není zde možnost zakoupení si jízdenky. Provozuje ji Správa železnic.

## Doprava
Zastavují zde pouze osobní vlaky jezdící na trase Kolín – Havlíčkův Brod – Žďár nad Sázavou.